# Zentrale Bußgeldstelle im Bayerischen Polizeiverwaltungsamt
Die Zentrale Bußgeldstelle im Bayerischen Polizeiverwaltungsamt im niederbayerischen Viechtach ist für die Ahndung nahezu aller im Freistaat Bayern begangenen und von der bayerischen Polizei festgestellten Verkehrsordnungswidrigkeiten zuständig.

## Zuständigkeit/Kompetenzen
Die Zentrale Bußgeldstelle im Bayerischen Polizeiverwaltungsamt leitet Bußgeldverfahren gegen Betroffene, die eine Verkehrsordnungswidrigkeit begangen haben, ein und schließt diese meist mit einem Bußgeldbescheid ab.
Im Regelfall zeigt die jeweilige Polizeidienststelle eine Verkehrsordnungswidrigkeit bei der Zentralen Bußgeldstelle im Bayerischen Polizeiverwaltungsamt dann an, wenn die Einleitung eines Bußgeldverfahrens schon allein aufgrund der Intensität des Verstoßes für geboten erscheint oder wenn der Betroffene die Verwarnung durch die Polizei abgelehnt hat.
Im Rahmen dieser Bußgeldverfahren verhängt sie die in der Bußgeldkatalog-Verordnung festgesetzten Bußgelder oder je nach Verstoß auch Fahrverbote. Sie entscheidet ansonsten ähnlich wie der Tatrichter und hat einen gewissen Ermessensspielraum, insbesondere auch bei der Verhängung von Regelfahrverboten gemäß § 4 Abs. 2 Satz 2 der Bußgeldkatalog-Verordnung und ähnlichen Maßnahmen, wie der Erhöhung der Geldbuße.
Sie verhängt im Jahr etwa eine Million Bußgeldbescheide und 100.000 Fahrverbote. Sie ist Teil des Bayerischen Polizeiverwaltungsamtes (Sachgebiete 21, 22 und 23).
Die Zentrale Bußgeldstelle im Bayerischen Polizeiverwaltungsamt hat bei ihren Entscheidungen insbesondere auch die ständige höchstrichterliche Rechtsprechung des Bayerischen Obersten Landesgerichts zu berücksichtigen.

## Vollstreckung
Im Falle einer Nichtbegleichung eines Bußgeldes treiben die Vollstreckungsstellen der örtlich zuständigen Finanzämter die offenen Beträge, im Rahmen der Amtshilfe, als öffentliche Kasse des Freistaates ein.